# Flavi Taure (cònsol 428)
Flavi Taure (mort el 449) va ser un polític de l'Imperi Romà d'Orient, cònsol el 428, juntament amb Fèlix, durant el regnat de Teodosi II.
Era el fill d'Aurelià, Cònsol en 400 i poderós Prefecte del Pretori d'Orient, nét de Taure Cònsol en 361. El seu descendent, Flavi Taure Clement, va ser cònsol l'any 513.
Com el seu pare, el seu avi i el seu oncle Flavi Eutiquià abans que ell, va ser Cònsol, el 428, i Prefecte del Pretori (d'Orient); també va obtenir el rang de patrici entre els anys 433 i 434.
Segons la crònica del comte Marcel·lí va morir el 449.